# Liste des épisodes de MI-5

Cet article présente la liste des épisodes de la série télévisée MI-5 (Spooks).

## Saisons
| Saisons | Saisons | Épisodes | Diffusion         | Diffusion        | Diffusion       | Diffusion       | Sortie en DVD   | Sortie en DVD     | Sortie en DVD |
| Saisons | Saisons | Épisodes | Début             | Fin              | Début           | Fin             | Zone 1          | Zone 2            | Zone 4        |
| ------- | ------- | -------- | ----------------- | ---------------- | --------------- | --------------- | --------------- | ----------------- | ------------- |
|         | 1       | 6        | 13 mai 2002       | 17 juin 2002     | 22 juin 2004    | 6 juillet 2004  | 13 janvier 2004 | 16 juin 2003      | 18 août 2003  |
|         | 2       | 10       | 2 juin 2003       | 11 août 2003     | 13 juillet 2004 | 13 aout 2004    | 11 janvier 2005 | 20 septembre 2004 | 21 mars 2004  |
|         | 3       | 10       | 11 octobre 2004   | 13 décembre 2004 | 21 avril 2005   | 19 mai 2005     | 31 janvier 2006 | 5 septembre 2005  | 23 mai 2005   |
|         | 4       | 10       | 12 septembre 2005 | 10 novembre 2005 | 18 juillet 2006 | 15 aout 2006    | 9 janvier 2007  | 4 septembre 2006  | 19 mai 2007   |
|         | 5       | 10       | 17 septembre 2006 | 13 novembre 2006 | 31 juillet 2007 | 28 aout 2007    | 8 janvier 2008  | 10 septembre 2007 | 19 mai 2008   |
|         | 6       | 10       | 16 octobre 2007   | 18 décembre 2007 | 3 juillet 2008  | 31 juillet 2008 | 20 janvier 2009 | 6 octobre 2008    | 2 août 2008   |
|         | 7       | 8        | 27 octobre 2008   | 8 décembre 2008  | 21 juin 2009    | 12 juillet 2009 | 12 janvier 2010 | 12 octobre 2009   | 18 mars 2009  |
|         | 8       | 8        | 4 novembre 2009   | 23 décembre 2009 | 10 janvier 2011 | 31 janvier 2011 |                 |                   |               |
|         | 9       | 8        | 20 septembre 2010 | 8 novembre 2010  | 11 juin 2012    | 2 juillet 2012  |                 |                   |               |
|         | 10      | 6        | 18 septembre 2011 | 23 octobre 2011  | 29 avril 2013   | 13 mai 2013     |                 |                   |               |

Note : les acteurs apparaissant pour la première fois dans une saison sont wikifiés. Le symbole ✝ signifie que le personnage disparaît de la série, à la suite d'un départ ou d'une disparition.

### Saison 1 (2002)
Avec Peter Firth, Matthew Macfadyen, Keeley Hawes, David Oyelowo, Lisa Faulkner (✝), Jenny Agutter (✝), Hugh Simon et Rory MacGregor.
La première saison pose les bases de la série, où Harry Pearce (Firth) dirige le département contre-terrorisme du MI-5, et Tom Quinn (Macfadyen) est le chef de la section D, la plus importante du département, dont les officiers sont Zoe Reynolds (Hawes) et Danny Hunter (Oyelowo), et les techniciens Tessa Phillips (Agutter), Malcolm Wynn-Jones (Simon) et Colin Wells (MacGregor).
| Numéro | Titres                                        | Scénariste(s)                       | Réalisateur(s) | Diffusion britannique    | Autre diffusion           | Production |
| --- | --------------------------------------------- | ----------------------------------- | -------------- | ------------------------ | ------------------------- | ---------- |
| 1 (1-01) | Tu ne tueras point Thou Shalt Not Kill        | David Wolstencroft                  | Bharat Nalluri | 13 mai 2002 sur BBC One  | 22 juin 2004 sur Canal+   | 101        |
| Une famille de médecins du planning familial est victime d'un acte terroriste. Un mouvement pro-vie est derrière cet attentat, avec Mary Kane, une terroriste anti-avortement, comme leader. Celle-ci a fait amener vingt bombes au Royaume-Uni et elle compte les utiliser pour éliminer le plus grand nombre de médecins qui pratiquent l'avortement. |                                               |                                     |                |                          |                           |            |
| 2 (1-02) | Infiltrations Looking After Our Own           | David Wolstencroft                  | Bharat Nalluri | 20 mai 2002 sur BBC One  | 22 juin 2004 sur Canal+   | 102        |
| Tom et Helen sont en mission d'infiltration pour obtenir des informations sur Robert Osbourne, un leader de l'extrême-droite qui tente de lancer guerre raciale au Royaume-Uni. |                                               |                                     |                |                          |                           |            |
| 3 (1-03) | La Griffe du passé One Last Dance             | Simon Mirren                        | Rob Bailey     | 27 mai 2002 sur BBC One  | 29 juin 2004 sur Canal+   | 103        |
| Zoe teste un nouvel équipement d'écoute au cours d'une réception organisée au Consulat de Turquie, mais des terroristes kurdes débarquent et prennent les invités en otage. Dans le même temps, leurs associés locaux braquent la banque utilisée par le MI-5 pour payer son personnel. |                                               |                                     |                |                          |                           |            |
| 4 (1-04) | Question de confiance Traitor's Gate          | Howard Brenton                      | Rob Bailey     | 4 juin 2002 sur BBC One  | 29 juin 2004 sur Canal+   | 104        |
| Danny et Zoe découvrent Peter Salter, légende du MI-5, participant à une manifestation antimondialiste sous surveillance; il s'avère être un agent profondément infiltré au sein de la mouvance anarchiste dans le cadre d'une opération conjointe avec le MI-6, et dont le comportement se révèle inquiétant. Tom ayant été un de ses protégés, il est chargé de déterminer si Salter a succombé ou non à l'idéologie anarchiste.                                                                                          |                                               |                                     |                |                          |                           |            |
| 5 (1-05) | Révélations The Rose Bed Memoirs              | Howard Brenton                      | Andy Wilson    | 10 juin 2002 sur BBC One | 6 juillet 2004 sur Canal+ | 105        |
| Hampton Wilder, un député tombé autrefois en disgrâce est libéré de prison où il purgeait une peine officiellement pour détournement de fonds, officieusement pour avoir organisé un trafic d'armes et trahi ainsi la Couronne. Mais ses mémoires, qui impliquent dans ce trafic le député Richard Maynard, un puissant membre du parti majoritaire, ont été volés. Le MI5 est chargé de les retrouver, alors qu'un agent russe basé à Londres, lui aussi incriminé par les mémoires, se lance à son tour sur leurs traces. |                                               |                                     |                |                          |                           |            |
| 6 (1-06) | Protection rapprochée The Lesser of Two Evils | David Wolstencroft & Howard Brenton | Andy Wilson    | 17 juin 2002 sur BBC One | 6 juillet 2004 sur Canal+ | 105        |
| Patrick McCann, membre d'un groupe terroriste dissident de l'IRA, prend contact avec le MI-5 pour les informer que la cellule terroriste soudanaise Asabiyah compte faire sauter une centrale nucléaire; en échange, il demande que l'agence le laisse tranquille. Mais si ses renseignements s'avère crédibles, le groupe de McCann a également son propre agenda terroriste qui met en danger la famille de Tom.... |                                               |                                     |                |                          |                           |            |

### Saison 2 (2003)
Avec Peter Firth, Matthew Macfadyen, Keeley Hawes, David Oyelowo, Nicola Walker, Shauna Macdonald, Hugh Simon et Rory MacGregor.
Les personnages de Ruth Evershed (Walker), analyste au GCHQ, et de Sam Buxton (Macdonald) sont introduits, après la trahison de Tessa Phillips.
| Numéro | Titres                                    | Scénariste(s)      | Réalisateur(s)  | Diffusion britannique       | Autre diffusion            | Production |
| --- | ----------------------------------------- | ------------------ | --------------- | --------------------------- | -------------------------- | ---------- |
| 7 (2-01) | Écran de fumée Legitimate Targets         | David Wolstencroft | Bharat Nalluri  | 2 juin 2003 sur BBC One     | 13 juillet 2004 sur Canal+ | 201        |
| La famille de Tom est sauve, la bombe dans sa maison n'ayant pas explosé; mais cette épreuve est celle de trop pour sa compagne qui le quitte. En revanche, le Secrétaire d'État pour l'Irlande du Nord Michael Purfoye est tué par une autre bombe. Comme si cela ne suffisait pas, un Général serbe attaque plusieurs installations militaires britanniques, entraînant une réunion urgente du COBRA. Zoe se lie d'amitié avec un agent des renseignements serbes de l'ambassade, et découvre que le COBRA est la prochaine cible. |                                           |                    |                 |                             |                            |            |
| 8 (2-02) | Sans état d'âme Nest of Angels            | Howard Brenton     | Bharat Nalluri  | 9 juin 2003 sur BBC One     | 13 juillet 2004 sur Canal+ | 202        |
| L'imam d'une mosquée de Birmingham est suspecté d'entraîner un groupe de jeunes candidats aux attentats-suicides. Un transfuge algérien accepte de devenir agent du MI5, et d'infiltrer la cellule. Il va tenter de raisonner les adolescents destinés à se faire exploser et ainsi essayer d'empêcher des attentats imminents dans le centre de Londres. |                                           |                    |                 |                             |                            |            |
| 9 (2-03) | Piratage Spiders                          | Matthew Graham     | Rob Bailey      | 16 juin 2003 sur BBC One    | 20 juillet 2004 sur Canal+ | 203        |
| Un hacker cause de sérieux problèmes dans tout le pays, et lorsqu'il arrive à pénétrer les serveurs du MI5, les agents britanniques infiltrés dans le monde entier courent un risque. |                                           |                    |                 |                             |                            |            |
| 10 (2-04) | La Théorie du papillon Blood & Money      | Howard Brenton     | Rob Bailey      | 23 juin 2003 sur BBC One    | 20 juillet 2004 sur Canal+ | 204        |
| Danny infiltre une société de traders pour localiser 1 000 000 000 $, aide monétaire ayant été volée par la mafia russe, comme un essai pour voler le reste, soit encore 19 000 000 000 $. |                                           |                    |                 |                             |                            |            |
| 11 (2-05) | SOS I Spy Apocalypse                      | Howard Brenton     | Justin Chadwick | 7 juillet 2003 sur BBC One  | 27 juillet 2004 sur Canal+ | 205        |
| Le MI5 effectue un exercice d'entraînement pour évaluer les réactions du personnel aux alertes majeures. Scénario du jour: une arme chimique a explosé à Parliament Square. Cependant, les évènements semblent être bien plus qu'un simple scénario d'exercice. |                                           |                    |                 |                             |                            |            |
| 12 (2-06) | Bras de fer Without Incident              | David Wolstencroft | Justin Chadwick | 14 juillet 2003 sur BBC One | 27 juillet 2004 sur Canal+ | 206        |
| Le Président des États-Unis va visiter le Royaume-Uni pendant quelques heures, et Tom doit gérer avec Christine Dale de la CIA les détails des mesures de sécurité mises en place. |                                           |                    |                 |                             |                            |            |
| 13 (2-07) | Les Codes Clean Skin                      | Simon Mirren       | Ciaran Donnelly | 21 juillet 2003 sur BBC One | 3 aout 2004 sur Canal+     | 207        |
| Quand la maison de Harry Pearce est cambriolée par un jeune garçon, le MI5 trouve le motif dont ils avaient besoin pour obtenir le meurtre d'un chercheur français en recherche militaire. |                                           |                    |                 |                             |                            |            |
| 14 (2-08) | Rébellion Strike Force                    | Steve Bailie       | Ciaran Donnelly | 28 juillet 2003 sur BBC One | 3 aout 2004 sur Canal+     | 208        |
| Un légendaire officier britannique, le Major Samuel Curtiss, est suspecté d'organiser une mutinerie avec ses hommes. Tom, infiltré dans l'unité en question, pense que ce n'est rien de plus qu'une rumeur. |                                           |                    |                 |                             |                            |            |
| 15 (2-09) | La Septième Division The Seventh Division | Ben Richards       | Sam Miller      | 4 août 2003 sur BBC One     | 10 aout 2004 sur Canal+    | 209        |
| Deux agents des services des douanes britanniques sont tués par un cartel colombien, mené par un homme appelé Rafael « Rafa » Morientes, qui veut faire sortir des missiles du Royaume-Uni. Tom et Zoe se rapprochent de Rafa via sa petite amie, mais sont trahis par une tête connue. |                                           |                    |                 |                             |                            |            |
| 16 (2-10) | Christine Smoke and Mirrors               | Howard Brenton     | Sam Miller      | 11 août 2003 sur BBC One    | 10 aout 2004 sur Canal+    | 210        |
| Tom reçoit de Christine une info selon laquelle un tueur américain a été engagé par un agent véreux de la CIA pour assassiner le Chef de l'État-major. Afin de protéger Christine, il tente de cacher la source à Harry. Cependant, il se retrouve pris au piège par l'agent, qui le fait passer pour un traître; et acculé, il tire sur Harry et plonge dans la mer. |                                           |                    |                 |                             |                            |            |

### Saison 3 (2004)
Avec Peter Firth, Matthew Macfadyen (✝), Rupert Penry-Jones, Keeley Hawes (✝), David Oyelowo (✝), Olga Sosnovska, Nicola Walker, Shauna MacDonald (✝), Hugh Simon et Rory MacGregor, ainsi que Tim McInnerny.
La troisième saison voit apparaître le personnage d'Adam Carter (Penry-Jones), envoyé par le MI6 pour enquêter sur la disparition de Tom, dont il prend la place après sa démission. La saison marque aussi la fin de la participation de Zoe, accusée de meurtre dans l'exercice de ses fonctions et condamnée à la prison par une cour de justice, et de Danny, tué à la fin de la saison alors qu'il est pris en otage avec Fiona Carter (Sosnovska), la femme d'Adam. C'est aussi la saison où apparaît Oliver Mace, chef du JIC, et largement hostile à l'équipe de Harry Pierce.
| Numéro | Titres                                      | Scénariste(s)                    | Réalisateur(s)  | Diffusion britannique         | Autre diffusion          | Production |
| --- | ------------------------------------------- | -------------------------------- | --------------- | ----------------------------- | ------------------------ | ---------- |
| 17 (3-01) | Remise à l'heure Project Friendly Fire      | Howard Brenton                   | Jonny Campbell  | 11 octobre 2004 sur BBC One   | 21 avril 2005 sur Canal+ | 301        |
| Après que Tom ait tiré sur Harry, Oliver Mace — chef du Joint Intelligence Committee, largement hostile à la division contre-terrorisme du MI-5 — obtient le prétexte rêvé pour mener une enquête qui aboutirait à la fusion des différents services de renseignements en une seule agence sous le contrôle exclusif de Downing Street. Pour contrer ce projet, Harry organise un plan pour protéger Tom et tente de prouver son innocence avec l'aide d'Adam Carter, agent transféré du MI-6.        |                                             |                                  |                 |                               |                          |            |
| 18 (3-02) | L'Agent dormant The Sleeper                 | Howard Brenton                   | Jonny Campbell  | 18 octobre 2004 sur BBC One   | 21 avril 2005 sur Canal+ | 302        |
| Harry réactive un agent dormant devenu une sommité en chimie pour appâter un groupe terroriste inconnu cherchant à fabriquer une arme nucléaire en lui faisant croire à l'existence du mercure rouge, substance mythique censée capable de déclencher une explosion nucléaires sans avoir à respecter les contraintes qu'une telle explosion implique. |                                             |                                  |                 |                               |                          |            |
| 19 (3-03) | Guerre intestine Who Guards the Guards?     | Rupert Walters et Howard Brenton | Cilla Ware      | 25 octobre 2004 sur BBC One   | 28 avril 2005 sur Canal+ | 303        |
| Danny est chargé d'assurer la protection d'Harakat, un agent double pakistanais travaillant pour le MI6. Ayant échappé à ses gardiens, Adam découvre qu'Oliver Mace a passé un accord avec des terroristes pour permettre l'assassinat d'Harakat. |                                             |                                  |                 |                               |                          |            |
| 20 (3-04) | Le Comité novembre A Prayer for My Daughter | Ben Richards                     | Cilla Ware      | 1er novembre 2004 sur BBC One | 28 avril 2005 sur Canal+ | 304        |
| Un diplomate est assassiné juste avant la dernière étape des pourparlers concernant le Moyen-Orient, et le MI5 est accusé d'avoir un lien avec un groupe obscur du nom de Comité Novembre, et devient impliqué dans une course contre le temps lorsqu'il apparaît que la prochaine cible est un député britannique pro-palestinien. L'affaire se complique encore lorsqu'un lien est découvert entre le Comité Novembre et la fille de Harry.                                                         |                                             |                                  |                 |                               |                          |            |
| 21 (3-05) | L'Épreuve Love and Death                    | David Wolstencroft               | Justin Chadwick | 8 novembre 2004 sur BBC One   | 5 mai 2005 sur Canal+    | 305        |
| Le Mi-5 surveille le Dr Eric Newland, un scientifique renégat qui cherche à mettre au point une arme biologique. Danny et Zoe sont chargés de le suivre sur un ferry en partance pour la Norvège — à bord duquel il doit rencontrer un partenaire qui doit lui permettre de financer ses recherches — afin de le dissuader de vendre ses recherches à la Corée du Nord. Sauf qu'il apparaît que les Nord-coréens ont déjà payé Newland et que ce dernier est en réalité en train de prendre la fuite. |                                             |                                  |                 |                               |                          |            |
| 22 (3-06) | L'Agent X Persephone                        | Ben Richards                     | Justin Chadwick | 15 novembre 2004 sur BBC One  | 5 mai 2005 sur Canal+    | 306        |
| Zoe est chargée dans le cadre de l'opération Aladin d'infiltrer la mafia turque, qui passe du trafic d'armes au trafic de drogue et se met à armer des terroristes. Mais l'opération tourne particulièrement mal: un policier infiltré dans la mafia à l'insu du MI-5 est abattu, et Zoe se retrouve sur le banc des accusés. |                                             |                                  |                 |                               |                          |            |
| 23 (3-07) | La Clé Outsiders                            | Raymond Khoury                   | Bill Anderson   | 22 novembre 2004 sur BBC One  | 12 mai 2005 sur Canal+   | 307        |
| L'équipe suit la trace d'un hacker qui a permis la mise sur le marché de comprimés anti-douleur contenant du poison. Alors que l'opération s'enlise, la sécurité des informations au sein de la Section D est remise en cause. |                                             |                                  |                 |                               |                          |            |
| 24 (3-08) | L'Enlèvement Celebrity                      | Howard Brenton                   | Bill Anderson   | 29 novembre 2004 sur BBC One  | 12 mai 2005 sur Canal+   | 308        |
| Le fils d'une popstar récemment décorée est enlevé et le MI5 est chargé de le retrouver. Pendant ce temps, un politicien est forcé à démissionner après la découverte de sa liaison avec une jeune fille disparue. |                                             |                                  |                 |                               |                          |            |
| 25 (3-09) | Le Mercenaire Frequently Asked Questions    | Rupert Walters                   | Alrick Riley    | 6 décembre 2004 sur BBC One   | 19 mai 2005 sur Canal+   | 309        |
| Lorsqu'un mercenaire est retrouvé enterré sur le site d'un ancien site de stockage d'armes soviétiques, l'équipe prévoit qu'une attaque est peut-être en train de se préparer. |                                             |                                  |                 |                               |                          |            |
| 26 (3-10) | Otages The Suffering of Strangers           | Ben Richards                     | Alrick Riley    | 13 décembre 2004 sur BBC One  | 19 mai 2005 sur Canal+   | 310        |
| Fiona et Danny sont pris en otage, et Adam est forcé de jouer en dehors des règles pour sauver sa femme. |                                             |                                  |                 |                               |                          |            |

### Saison 4 (2005)
Avec Peter Firth, Rupert Penry-Jones, Raza Jaffrey, Olga Sosnovska (✝), Miranda Raison, Nicola Walker, Hugh Simon et Rory MacGregor (✝), ainsi que Tim McInnerny et Anna Chancellor.
Le premier épisode introduit deux nouveaux personnages, Zafar Younis (Jaffrey), un officier de renseignement d'origine indienne, et Juliet Shaw (Chancellor), agent de liaison avec la CIA. Dans le septième épisode, le personnage de Fiona Carter est tué en raison du choix de l'actrice, alors enceinte, de quitter la série. Son personnage est remplacé par Jo Portman (Raison), recrutée par Adam.
1. Aube radieuse Partie 1 (The Special (Part 1))
2. Aube radieuse Partie 2 (The Special (Part 2))
3. Virage à l'extrême droite (Divided They Fall)
4. Le Prince (Road Trip)
5. Le Carnet noir (The Book)
6. Rêve d'occident (The Innocent)
7. Syrie (Syria)
8. La Taupe du KGB (The Russian)
9. Hors course (The Sting)
10. Diana (Diana)

### Saison 5 (2006)
Avec Peter Firth, Rupert Penry-Jones, Hermione Norris, Raza Jaffrey, Miranda Raison, Nicola Walker (✝) et Hugh Simon, ainsi que Tim McInnerny (✝), Anna Chancellor et Robert Glenister.
La cinquième saison approfondit les relations entre le MI-5 et les différents services qui interagissent avec, comme le gouvernement britannique, et en particulier le Home Office et le Home Secretary (Glenister), le MI6 et la presse.
Elle voit aussi l'apparition du personnage de Ros Meyers (Norris), à la suite d'un complot intenté par des personnages importants du gouvernements, des renseignements et du secteur privé pour prendre le pouvoir. La mort de Colin, ainsi que le départ précipité de Ruth lié à l'enquête d'Oliver Mace sont aussi des éléments importants de la saison, ainsi que l'état mental d'Adam, affaibli par le stress post-traumatique lié à la mort de sa femme l'année précédente.
1. Djakarta est en marche Partie 1 (Gas and Oil (Part 1))
2. Djakarta est en marche Partie 2 (Gas and Oil (Part 2))
3. Opération cascade (The Cell)
4. L'Espieuvre (World Trade)
5. Le Cercle (The Message)
6. Diversion Partie 1 (Hostage Takers (Part 1))
7. Diversion Partie 2 (Hostage Takers (Part 2))
8. Je déclare la guerre… (Agenda)
9. 5 jours (The Criminal)
10. Jour d'après (Aftermath)

### Saison 6 (2007)
Avec Peter Firth, Rupert Penry-Jones, Hermione Norris, Raza Jaffrey (✝), Gemma Jones, Alex Lanipekun, Miranda Raison et Hugh Simon, ainsi qu'Anna Chancellor, Robert Glenister, Matthew Marsh (✝) et Simon Abkarian (✝).
La sixième saison est d'une certaine manière différente des précédentes, puisqu'elle s'articule autour d'un fil rouge qu'est l'armement nucléaire de l'Iran, et son implication vis-à-vis de l'Occident, via le consul iranien à Londres Dariush Bakhshi (Abkarian). Adam, remis de ses problèmes psychologiques et engagé dans une relation avec Ros, est en mission d'infiltration avec la femme du consul. Les services de renseignements d'autres nations (CIA et son officier de liaison Bob Hogan (Marsh), FSB, etc.) sont également impliquées dans l'objectif d'empêcher l'Iran d’acquérir l'arme nucléaire.
Après l'enlèvement de Zaf, il est remplacé par Ben Kaplan (Lanipekun), alors que Ros est de son côté approchée par une organisation appelée Yalta, qui la contraint de trahir son engagement au MI-5 et elle disparaît finalement avec une nouvelle identité. Dans le dernier épisode, Jo est enlevée et violée par les ravisseurs de Zaf, qui se révèle être mort après qu'il a révélé les noms de ses anciens coéquipiers sous la torture. Adam la retrouve et l'épisode se termine en cliffhanger alors que Jo supplie Adam de la tuer pour éviter de nouveaux viols et épisodes de torture.
1. Le Retour de la peste Partie 1 (The Virus (Part 1))
2. Le Retour de la peste Partie 2 (The Virus (Part 2))
3. Manipulations (The Kidnap)
4. La Femme du consul (The Extremist)
5. Double jeu (The Deal)
6. Turbulences (The Courier)
7. Court-circuitages (The Broadcast)
8. Ne rate pas mon enterrement (Infiltration)
9. Une vérité explosive (Isolated)
10. Un Beslan britannique (The School)

### Saison 7 (2008)
Avec Peter Firth, Rupert Penry-Jones (✝), Hermione Norris, Richard Armitage, Gemma Jones (✝), Alex Lanipekun (✝), Miranda Raison et Hugh Simon, ainsi que Robert Glenister.
Dans le premier épisode, Ros revient juste de sa mission d'agent infiltré à Moscou lorsqu'Adam meurt dans l'explosion d'une voiture piégée. Lucas North (Armitage), emprisonné pendant 8 ans dans une prison russe est libéré au cours d'un échange et intègre la section D, dirigée par Ros.
La saison se concentre sur les relations entre le MI-5 et la branche locale du FSB, dont Connie (Jones) se révèle être un agent double après avoir fait accuser Lucas et assassiné Ben. Dans le dernier épisode, Harry est enlevé par Viktor Sarkisian, chef de la cellule du FSB à Londres.
| Numéro | Titres                                             | Scénariste(s)                     | Réalisateur(s) | Diffusion britannique         | Autre diffusion            | Production |
| --- | -------------------------------------------------- | --------------------------------- | -------------- | ----------------------------- | -------------------------- | ---------- |
| 57 (7-01) | Vie et mort d'un espion New Allegiances            | Neil Cross et Ben Richards        | Colm McCarthy  | 27 octobre 2008 sur BBC One   | 21 juin 2009 sur Canal+    | 701        |
| L'équipe est sollicitée pour retrouver un soldat britannique enlevé par Al-Qaeda. En attendant, un ancien protégé de Harry, Lucas North, est libéré après avoir passé huit ans dans une prison russe. |                                                    |                                   |                |                               |                            |            |
| 58 (7-02) | Cyber attaque Split Loyalties                      | Neil Cross et Ben Richards        | Colm McCarthy  | 28 octobre 2008 sur BBC One   | 21 juin 2009 sur Canal+    | 702        |
| Harry se venge de la trahison du FSB en faisant tomber le Chef de l'Intelligence russe au Royaume-Uni, avec l'aide de Lucas North. La loyauté de Lucas est cependant remise en cause, ses renseignements ayant aidé un sous-marin russe à localiser le point faible du système de communications britannique, menaçant de causer le chaos social et économique. |                                                    |                                   |                |                               |                            |            |
| 59 (7-03) | La Mort en direct The Tip-Off                      | Russell Lewis et Ben Richards     | Peter Hoar     | 3 novembre 2008 sur BBC One   | 28 juin 2009 sur Canal+    | 703        |
| Lorsqu'il était emprisonné en Russie, Lucas révèle que les russes l'ont interrogé à propos d'une opération nommée « Sugar Horse », la plus secrète opération d'espionnage que le MI5 ait jamais montée, en infiltrant des agents dormants dans les hautes autorités russes. Les informations des Russes sur Sugar Horse impliquent qu'il y a une taupe haut placée au MI5. Ben est en mission d'infiltration dans une cellule d'Al-Qaeda, qui prévoit de placer des bombes à Londres. |                                                    |                                   |                |                               |                            |            |
| 60 (7-04) | Seigneur, garde-moi de mes amis A Chance for Peace | Richard McBrien                   | Peter Hoar     | 10 novembre 2008 sur BBC One  | 28 juin 2009 sur Canal+    | 704        |
| L'équipe apprend que le numéro trois d'Al-Qaeda veut négocier. C'est un risque à prendre, mais Harry et la Section D doivent tenter leur chance pour ramener la paix. Pendant ce temps, les russes testent le statut d'agent double de Lucas. |                                                    |                                   |                |                               |                            |            |
| 61 (7-05) | Spéculation On the Brink                           | Christian Spurrier                | Edward Hall    | 17 novembre 2008 sur BBC One  | 5 juillet 2009 sur Canal+  | 705        |
| L'économie britannique est sur le point de s'effondrer, et si l'une des plus importantes banques fait faillite, le système financier entier va exploser. Ros infiltre une agence de la City pour démasquer un dangereux financier international qui souhaite la banqueroute du pays. |                                                    |                                   |                |                               |                            |            |
| 62 (7-06) | La Dernière Branche d'Olivier Accidental Discovery | David Farr                        | Edward Hall    | 24 novembre 2008 sur BBC One  | 5 juillet 2009 sur Canal+  | 706        |
| Un adolescent a accidentellement mis la main sur une nouvelle arme, et tente de la vendre sur Internet. Il se retrouve au milieu d'une conspiration du gouvernement, et rapidement absorbé par le monde dangereux du MI5. Lucas est chargé de la protection du garçon et de sa mère de ceux qui souhaitent le faire taire. Harry reçoit un message crypté de son agent infiltré en Russie qui va conduire à démasquer la taupe du MI5.                                                |                                                    |                                   |                |                               |                            |            |
| 63 (7-07) | La Taupe The Mole                                  | James Moran et Christian Spurrier | Sam Miller     | 1er décembre 2008 sur BBC One | 12 juillet 2009 sur Canal+ | 707        |
| Harry est arrêté et accusé par le MI5 d'être la taupe russe. Lucas disparaît en Russie afin de ramener des informations pour innocenter Harry et découvrir la vraie taupe. Mais les éléments à charge contre Harry sont plutôt importants, et sa situation devient précaire. |                                                    |                                   |                |                               |                            |            |
| 64 (7-08) | Tirésias Nuclear Strike                            | Neil Cross                        | Sam Miller     | 8 décembre 2008 sur BBC One   | 12 juillet 2009 sur Canal+ | 708        |
| Alors que les russes lancent une attaque nucléaire à Londres, la seule personne pouvant aider le MI5 à l'éviter est le traître. Après avoir été démasquée, la taupe est emmenée par l'équipe à travers les rues de Londres pour désamorcer la bombe, poursuivis par les membres du FSB. |                                                    |                                   |                |                               |                            |            |

### Saison 8 (2009)
Avec Peter Firth, Hermione Norris (✝), Richard Armitage, Nicola Walker, Miranda Raison (✝) et Shazad Latif, ainsi que Genevieve O'Reilly (✝), Robert Glenister (✝) et Tobias Menzies (✝).
Le premier épisode est la suite directe du cliffhanger de la série précédente, où l'on retrouve Harry aux mains de terroristes, et cet épisode marque aussi la réintroduction du personnage de Ruth, qui s'était enfuie à Chypre. Malcolm, le seul personnage à avoir été présent depuis le début de la série (avec Harry) démissionne à la fin de l'épisode, et il est remplacé par un technicien plus jeune, Tariq Massoud (Latif) alors que Ros est contrainte d'éliminer Jo au cours d'une prise d'otage qui tourne mal.
La saison explore les relations entre le MI-5 et la CIA à travers une organisation secrète connue sous le nom de Nightingale, et la loyauté de Lucas est à nouveau mise en doute en raison de sa relation avec l'officier de liaison de la CIA, Sarah Caulfield (O'Reilly). L'ancien Home Secretary est contraint de démissionner après un scandale et son remplaçant Andrew Lawrence (Menzies) est tué au cours du dernier épisode ainsi que Ros qui essayait de l'aider.
| Numéro | Titres                   | Scénariste(s)                     | Réalisateur(s) | Diffusion britannique        | Autre diffusion            | Production |
| --- | ------------------------ | --------------------------------- | -------------- | ---------------------------- | -------------------------- | ---------- |
| 65 (8-01) | Mais où est passé Harry  | Zinnie Harris et Ben Richards     | Alrick Riley   | 4 novembre 2009 sur BBC One  | 10 janvier 2011 sur Canal+ | 801        |
| Après l'enlèvement de Harry, l'équipe découvre une vidéo de son exécution sur Internet. Alors que Ros et Lucas refusent d'accepter sa mort, ils montent une mission afin de trouver ses ravisseurs. |                          |                                   |                |                              |                            |            |
| 66 (8-02) | Le Prix à payer          | Zinnie Harris et Ben Richards     | Alrick Riley   | 6 novembre 2009 sur BBC One  | 10 janvier 2011 sur Canal+ | 802        |
| L'équipe est forcée d'assurer la sécurité d'une délégation venue négocier l'exportation de gaz vers le Royaume-Uni après l'explosion d'une centrale de distribution. |                          |                                   |                |                              |                            |            |
| 67 (8-03) | Procès sur internet      | Christian Spurrier et Sean Reilly | Sam Miller     | 13 novembre 2009 sur BBC One | 17 janvier 2011 sur Canal+ | 803        |
| Lorsqu'une réunion secrète du Groupe Bilderberg, plusieurs businessmen sont retenus en otage par des terroristes anti-capitalistes, alors que Ros est également enlevée avec eux. |                          |                                   |                |                              |                            |            |
| 68 (8-04) | Question de confiance    | David Farr                        | Sam Miller     | 20 novembre 2009 sur BBC One | 17 janvier 2011 sur Canal+ | 804        |
| L'interrogateur du FSB de Lucas (alors qu'il était retenu en prison en Russie) apparaît soudainement, faisant savoir qu'il a des informations à offrir au MI5 et qu'il souhaite rencontrer son ancien sujet. Il dévoile à Lucas l'existence d'un complot imminent contre une cible britannique par des terroristes soudanais, avec la complicité du FSB. Étant donné la relation particulière de Lucas avec son ancien bourreau, Harry met en doute les informations recueillies. |                          |                                   |                |                              |                            |            |
| 69 (8-05) | Sous le signe de Macbeth | Richard McBrien                   | Alrick Riley   | 27 novembre 2009 sur BBC One | 24 janvier 2011 sur Canal+ | 805        |
| Ros est contactée par son ancien mentor, alors que plusieurs agents associés à une opération aux Balkans sont assassinés. L'enquête sur le suicide de Sam Walker révèle qu'il a été assassiné par un membre de la CIA ou relié à la réunion secrète ayant eu lieu à Bâle peu de temps avant, et réunissant les participants de l'opération « Nightingale ». |                          |                                   |                |                              |                            |            |
| 70 (8-06) | Éclipse économique       | Dennis Kelly                      | Edward Hall    | 4 décembre 2009 sur BBC One  | 24 janvier 2011 sur Canal+ | 806        |
| Avec les difficultés financières de l'économie britannique, la Section D est chargée d'infiltrer une banque pour récupérer des fonds. Mais l'équipe découvre des liens entre la banque et les conspirateurs de Nightingale, entraînant des conséquences personnelles et politiques, dont la démission du Home Secretary, Nicholas Blake. |                          |                                   |                |                              |                            |            |
| 71 (8-07) | Au nom de Rama           | James Dormer                      | Edward Hall    | 11 décembre 2009 sur BBC One | 31 janvier 2011 sur Canal+ | 807        |
| A officier des renseignements pakistanais est assassiné au sud de Londres et sa hiérarchie contacte Ros et Harry. Ils apprennent qu'une attaque est programmée par des hindouistes contre des musulmans à Londres. Le MI5 contacte un jeune musulman enrôlé par erreur dans le groupe des terroristes. |                          |                                   |                |                              |                            |            |
| 72 (8-08) | Tic-tac, tic-tac         | Ben Richards                      | Alrick Riley   | 23 décembre 2009 sur BBC One | 31 janvier 2011 sur Canal+ | 808        |
| Une discussion diplomatique est programmée en urgence à Londres pour tenter d'éviter un conflit nucléaire indo-pakistanais, lui-même encouragé par les membres de Nightingale. |                          |                                   |                |                              |                            |            |

### Saison 9 (2010)
Avec Peter Firth, Richard Armitage (✝), Nicola Walker, Max Brown, Sophia Myles et Shazad Latif, ainsi que Simon Russell Beale, Iain Glen (✝) et Laila Rouass (✝).
Deux nouveaux officiers sont recrutés au cours du premier épisode, Dimitri Levendis (Brown) et Beth Bailey (Myles), le premier étant issu de la formation interne du MI-5, et la seconde du secteur du renseignement privé. Le passé du nouveau chef de section Lucas est exploré tout au long de la saison, et on apprend qu'il a en fait pris une fausse identité, après qu'un maître chanteur, Vaughn Edwards (Glen), s'est employé à dévoiler son passé.
La saison se termine avec la mort de l'ancien amour de Lucas, Maya Lahan (Rouass), après que celui-ci a enlevé Ruth dans le but d'obtenir d'elle les plans d'une arme génétique convoitée par des chinois. Alors que sa véritable identité est révélée, et qu'il a dépassé toutes les limites, Lucas (dont le vrai nom est John Bateman) se jette du haut d'un immeuble. 48 heures plus tard, le nouveau Home Secretary (Beale) informe Harry qu'une enquête sur les dysfonctionnements récents va s'ouvrir et lui conseille de se préparer pour la vie post-MI-5.
| Numéro | Titres                   | Scénariste(s)                                  | Réalisateur(s)      | Diffusion britannique | Autre diffusion           | Production |
| --- | ------------------------ | ---------------------------------------------- | ------------------- | --------------------- | ------------------------- | ---------- |
| 73 (9-01) | Ode à la solitude        | Jonathan Brackley et Sam Vincent               | Paul Whittington    | 20 septembre 2010     | 11 juin 2012 sur Canal+   | 801        |
| |                          |                                                |                     |                       |                           |            |
| 74 (9-02) | Pétrole contre génocide  | David Farr                                     | Michael Caton-Jones | 27 septembre 2010     | 11 juin 2012 sur Canal+   | 802        |
| |                          |                                                |                     |                       |                           |            |
| 75 (9-03) | L'erreur est humaine     | Richard McBrien                                | Michael Caton-Jones | 4 October 2010        | 18 juin 2012 sur Canal+   | 803        |
| |                          |                                                |                     |                       |                           |            |
| 76 (9-04) | Chinoiseries             | Jonathan Brackley et Sam Vincent               | Paul Whittington    | 11 octobre 2010       | 18 juin 2012 sur Canal+   | 804        |
| |                          |                                                |                     |                       |                           |            |
| 77 (9-05) | Pas de paix sans horizon | Jonathan Brackley, Sam Vincent et Oliver Brown | Julian Holmes       | 18 octobre 2010       | 25 juin 2012 sur Canal+   | 805        |
| Des pourparlers de paix top secret doivent avoir lieu entre Israël et la Palestine à Londres en présence du Président des États-Unis. Beth et Dimitri sont sur place pour assurer la sécurité des intervenants. La présence d'un ancien tireur d'élite libanais, Hutri Muatt, à Londres fait penser qu'une attaque est en préparation contre le sommet. |                          |                                                |                     |                       |                           |            |
| 78 (9-06) | Cyber-guerre froide      | Jonathan Brackley et Sam Vincent               | Julian Holmes       | 25 octobre 2010       | 25 juin 2012 sur Canal+   | 806        |
| à la suite du piratage d'un drone américain par les talibans en Afghanistan, la CIA fait pression sur le gouvernement britannique pour qu'il installe "cybershell" afin de sécuriser les échanges informatique entre leurs deux pays. Lucas est chargé d'escorter Daniella Ortiz qui doit transporter les codes de Cybershell au MI-5. Tariq découvre que l'ensemble de l'informatique du MI-5 a été piraté par une coalition d'agents russes et chinois afin de récupérer Cybershell. Vaughn fait pression sur Lucas pour qu'il lui donne le Fichier Albany. Ruth a des soupçons quant au comportement de Lucas et demande à Harry de s'en méfier. |                          |                                                |                     |                       |                           |            |
| 79 (9-07) | Au nom de Lucas North    | Anthony Neilson                                | Edward Hall         | 1er novembre 2010     | 2 juillet 2012 sur Canal+ | 807        |
| Beth est missionnée par Harry pour surveiller Lucas, et découvre l'existence d'un autre Lucas North à Dakar dans les années 90. Celui-ci rencontre Vaughn dans un parc public, et le torture pour obtenir la localisation de sa liaison d'antan. Vaughn lui révèle qu'il travaille pour les chinois. Lucas est surpris par Beth, et mis aux arrêts puis questionné par Harry. Lucas doit s'expliquer sur la vraie nature de son passé et de sa relation avec les évènements de Dakar. Ruth est approchée par un surveillant de quartier qui pense avoir trouvé une boite aux lettres morte.                                                         |                          |                                                |                     |                       |                           |            |
| 80 (9-08) | Dernière mission         | Jonathan Brackley et Sam Vincent               | Edward Hall         | 8 novembre 2010       | 2 juillet 2012 sur Canal+ | 808        |
| Lucas s'échappe et est désormais recherché par ses collègues en tant que traitre. Il piège Ruth, et menace Harry de la tuer s'il ne lui livre pas le Albany. Harry et Lucas s'engage dans un jeu du chat et de la souris en se piégeant tour à tour. |                          |                                                |                     |                       |                           |            |

### Saison 10 (2011)
Après la fin de la neuvième saison, la BBC a annoncé que MI-5 était reconduit pour une dixième saison en 2011.
1. Le cœur a ses raisons (Épisode 1)
2. Imposture (Épisode 2)
3. Bombe sale (Épisode 3)
4. Dilemmes (Épisode 4)
5. Une tortue dans mon jardin (Épisode 5)
6. Clap de fin (Épisode 6)